# Tradiční čínská medicína
Tradiční čínská medicína (TCM) je souborné označení pro veškeré pseudovědecké metody prevence, diagnostiky i léčby vycházející z tradičního čínského léčitelství, které jsou součástí šířeji definované alternativní medicíny.

## Základní charakteristika
Termín „tradiční čínská medicína“ je velice matoucí, má několik významů. V původním slova smyslu, někdy pod mezinárodním označením s malým „t“, tedy „tCM“, se rozumí staro- a středověká čínská medicína, zatímco pod velkými písmeny, „TCM“ se chápe medicínský systém, který byl uměle vytvořen z důvodu nedostatku moderních léčiv a lékařů v době maoistické kulturní revoluce selekcí z různých dřívějších léčebných variant tak, aby zhruba odpovídal marxistické filosofii. Duchovní stránky byly zčásti potlačeny a zdůrazněn materialistický pohled. V západních zemích se význam zkratky TCM ještě více zúžil a v praxi se tento termín stal synonymem akupunktury. V současné době se v Číně stále vyučuje a pěstuje TCM, jak byla vytvořena v 50. letech, v západních zemích se šíří i starší směry a prvky čínské lidové medicíny. Dnes existuje množství učebnic a jiných knih o čínské medicíně s nejrůznějším popisem i pohledem na čínskou medicínu, aniž by rozlišovaly mezi tCM a TCM.
Čínská medicína je charakterizovaná holistickým přístupem, bere tedy v potaz jak anatomickou a fyziologickou stránku nemoci, tak i její psychologický rozměr. Jako hlavní metodu pro stanovení diagnózy nemoci i následného léčebného postupu používá tzv. diferenciální diagnostiku. Léčebný postup nestanovuje paušálně podle zjištěné nemoci, nýbrž vždy jej určuje podle chorobných syndromů konkrétního člověka v kontextu daných podmínek. Terapie může být průběžně měněna. Jedná se tedy o dynamický terapeutický systém. 

## Základní pojmy
Základními pojmy pohledu na tělo jako vysoce provázaného systému navzájem se široce ovlivňujících orgánů jsou podle TČM energie čchi, principy jin a jang a učení o pěti prvcích, které nalézáme v čínské filosofii i v jiných tradičních čínských oborech. Dobré dorozumění těmto pojmům je podle zastánců TČM klíčové, ale obtížné.

## Historický vývoj
Počátky čínské medicíny nejsou známy. Dávná historie splývá s vyprávěními v legendách a mýtech. Na počátku stojí trojice mytických císařů: Fu-si, Šen-nung a Chuang-ti, kterému je připisováno základní dílo čínské medicíny Chuang-ti nej-ťing
Chuang-ti nej-ťing pochází z 2. nebo 1. století př. n. l., to jest z raného chanského období, text se stabilizoval v 8. století.
Doktríny čínské medicíny jsou zakořeněny v knihách, jako Vnitřní kánon Žlutého císaře (Yellow Emperor's Inner Canon) a Pojednání o poškození chladem (Treatise on Cold Damage), stejně tak jako v kosmologických pojmech, jako je jin-jang a pět fází. Začátkem padesátých let byly tyto předpisy standardizovány v Čínské lidové republice, včetně pokusů o jejich integraci s moderními pojmy anatomie a patologie. V padesátých letech potom čínská vláda pokračovala se systematizováním formy TCM.

### Dynastie Šang
Stopy terapeutických aktivit v Číně pocházejí z dynastie Šang (14.–11. století př. n. l.). Ačkoli Šang neměl koncept „medicíny“ odlišný od jiných oborů jejich věštecké nápisy na kostech a mušlích želv odkazují na nemoci, které postihly královskou rodinu Šangů: oční poruchy, bolesti zubů, nafouklé břicho, ..., které šangské elity obvykle přisuzovaly kletbám zaslaným jejich předky. V současné době neexistují žádné důkazy o tom, že šangská šlechta používala bylinné léky. Podle přehledu z roku 2006 „Dokumentace čínské materia medica (CMM) pochází z doby kolem 1100 př. N. L., kdy byly poprvé popsány pouze desítky léků. Na konci 16. století dosáhl počet zdokumentovaných léků téměř 1900. A do konce 20. století publikované záznamy o CMM dosáhly 12 800 léků“.
Kamenné a kostní jehly nalezené ve starověkých hrobkách vedly Josepha Needhama ke spekulacím, že akupunktura mohla být provedena právě v dynastii Shang.

### Dynastie Han
Žlutý císař (The Yellow Emperor's Inner Canon) (Huangdi Nei Jing) bylo nejstarší přijaté dílo čínské medicíny. Byl sestaven během dynastie Han kolem 1. století př. n. l. na základě kratších textů z různých lékařských studií. Psaný je ve formě dialogů mezi legendárním Žlutým císařem (Yellow Emperor) a jeho ministry, nabízí vysvětlení vztahu mezi lidmi, jejich prostředím a kosmem o lidském těle, lidské vitalitě a patologii, o příznacích nemoci a o tom, jak přijímat diagnostická a terapeutická rozhodnutí ve světle všech těchto faktorů. Na rozdíl od dřívějších textů jako byli například Recepty na padesát dva onemocnění (Recipes for Fifty-Two Ailments), které byly vykopány v 70. letech z hrobky zapečetěné v roce 168 př. n. l., Vnitřní Canon (Inner Cannon) odmítl vliv duchů a použití magie. Byla to také jedna z prvních knih, v nichž byly kosmologické doktríny Yinyang a pět fází přivedeny ke zralé syntéze.
Pojednání o poruchách chladové škody a různé nemoci (The Treatise on Cold Damage Disorders and Miscellaneous Illnesses) (Shang Han Lun) byly shromážděny od Zhang Zhongjing na konci této dynastie. Soustředily se spíše na recepty a léky než na akupunkturu byla to první lékařská práce kombinující Yinyang a pět fází s farmakoterapií. Tento formulář, byl také jeden z nejdříve přístupný veřejnosti z oblasti čínské medicíny, byl plný symptomů, klinicky užitečných „vzorců“ ( Zheng 證), který by mohl sloužit jako cíl terapie. Poté, co prošel řadou změn v průběhu času, tyto vzorce se sepsaly do dvou odlišných knih: Pojednání o poruchách poškození chladem (Treatise on Cold Damage Disorders) a Základní předpisy Zlaté rakve (Essential Prescriptions of the Golden Casket), které byly samostatně upraveny v jedenáctém století za dynastie Song.
Nan Jing (čínská medicína) se původně jmenovala „Žlutý císař Osmdesát jedna Nan Jing“ („The Yellow Emperor Eighty-one Nan Jing“), říká se, že autorem této knihy je Bian que dynastie Han. Tato kniha byla sestavena ve formě kladení otázek a odpovědí. Bylo tak projednáno celkem 81 otázek. Proto se mu také říká „Osmdesát jedna Nan“. Kniha je založena na základní teorii a analyzovala také některá onemocnění. Otázky jedna až dvacet dva se týkají studia pulzu, otázky dvacet tři až dvacet devět se týkají studia poledníků (meridian study), otázky třicet až čtyřicet sedm souvisí s naléhavými nemocemi, otázky čtyřicet osm až šedesát jedna souvisí s vážnými nemocemi otázky šedesát dva až šedesát osm souvisí s akupunkturními body a otázky šedesát devět až osmdesát jedna souvisí s metodami jehlových bodů.
Kniha se připisuje jako vývoj vlastní cesty a zároveň zdědila teorie od Huangdi Neijing. Obsah zahrnuje fyziologii, patologii, diagnostiku, obsah léčby a podstatnější a konkrétnější diskusi o pulzní diagnostice. Stala se jednou ze čtyř klasiků, z nichž se lékaři čínské medicíny mohou poučit, a ovlivnila lékařský vývoj v Číně.
Shennong Ben Cao Jing je jednou z prvních písemných lékařských knih v Číně. Byla napsána během východní dynastie Han a bylo to společné úsilí praktiků TCM v dynastiích Qin a Han, kteří shrnuli, shromáždili a sestavili výsledky farmakologických zkušeností. Jednalo se o první systematické shrnutí čínské bylinné medicíny. Většina farmakologických teorií a pravidel kompatibility a navrhovaný princip „sedm emocí a harmonie“ ("seven emotions and harmony") hrají v čínské medicíně po tisíce let obrovskou roli v lékařské praxi. Proto je již dlouho učebnicí pro lékaře a lékárníky, kteří se chtějí naučit čínskou farmacii, a je také jednou z nezbytných knih pro zdravotnické pracovníky v Číně.

### Post dynastie Han
V následujících stoletích se několik kratších knih pokusilo shrnout nebo systematizovat obsah knihy Žlutý císařův vnitřní kánon (Yellow Emperor's Inner Canon)
Kolem roku 900–1000 n. l. byli staří Číňané první, kdo vyvinuli časnou formu očkování (očkování proti neštovicím).

### Lidová republika
V roce 1950 oznámil předseda Čínské komunistické strany (ČKS) Mao Ce-tung podporu tradiční čínské medicíny, ale osobně tomu nevěřil a nepoužíval ji. V roce 1952 prezident Čínské lékařské asociace prohlásil, že „tento jeden lék bude mít základ v moderních přírodních vědách, absorbuje starodávné i nové, čínské i zahraniční, všechny lékařské úspěchy – a bude čínská nová medicína! “
Během kulturní revoluce (1966–1976) ČKS a vláda zdůraznily modernitu, kulturní identitu a čínskou sociální a ekonomickou rekonstrukci a postavily je do kontrastu s koloniální a feudální minulostí. Vláda zřídila systém zdravotní péče na místní úrovni jako krok při hledání nové národní identity a pokusila se oživit tradiční medicínu a do tradiční medicíny investovala velké částky, aby se pokusila vyvinout dostupnou lékařskou péči a veřejné zdravotnické zařízení. Ministerstvo zdravotnictví řídilo zdravotní péči po celé Číně a zřídilo jednotky primární péče. Čínští lékaři vyškolení v západní medicíně se museli učit tradiční medicínu, zatímco tradiční léčitelé absolvovali školení v moderních metodách. Tato strategie se zaměřila na integraci moderních lékařských konceptů a metod a revitalizaci příslušných aspektů tradiční medicíny. Proto byla tradiční čínská medicína znovu vytvořena v reakci na západní medicínu.
V roce 1968 ČKS podpořila nový systém poskytování zdravotní péče pro venkovské oblasti. Vesnicím byl přidělen bosý lékař (zdravotnický personál se základními lékařskými dovednostmi a znalostmi pro řešení méně závažných onemocnění) odpovědný za základní lékařskou péči. Zdravotnický personál spojil hodnoty tradiční Číny s moderními metodami poskytování zdravotní a lékařské péče chudým farmářům ve vzdálených venkovských oblastech. Bosí lékaři se stali symbolem kulturní revoluce pro zavedení moderní medicíny do vesnic, kde byly využívány služby tradiční čínské medicíny.
Ve druhém desetiletí jednadvacátého století generální tajemník Čínské komunistické strany Si Ťin-pching silně podporoval TCM a označil jej za „klenot“. Jeho vláda usilovala o zvýšení jeho používání a počtu lékařů vyškolených TCM a oznámila, že studenti TCM již nebudou muset skládat zkoušky ze západní medicíny. Čínští vědci a výzkumy však vyjádřili znepokojení nad tím, že školení a terapie TCM budou mít stejnou podporu jako západní medicína. Kritizovali také snížení vládního testování a regulace produkce TCM, z nichž některé byly toxické. Vládní cenzoři odstranili internetové příspěvky, které zpochybňují TCM.

### Historičtí lékaři
Patří mezi ně Zhang Zhongjing, Hua Tuo, Sun Simiao, Tao Hongjing, Zhang Jiegu a Li Shizhen.

### Hongkong
Na začátku otevírání Hongkongu západní medicína ještě nebyla populární a lékaři západní medicíny byli většinou cizinci; místní obyvatelé se většinou spoléhali na praktiky čínské medicíny. V roce 1841 vydala britská vláda Hongkongu oznámení, v němž se zavázala řídit obyvatele Hongkongu v souladu se všemi původními rituály, zvyky a právy soukromého právního vlastnictví. Protože tradiční čínská medicína byla v Číně vždy používána, použití tradiční čínské medicíny nebylo regulováno.
Zřízení nemocnice Tung Wah v roce 1870 bylo prvním použitím čínské medicíny k léčbě v čínských nemocnicích poskytujících bezplatné lékařské služby. Protože propagace západní medicíny britskou vládou začala od roku 1940, západní medicína začala být populární mezi hongkongskou populací. V roce 1959 Hongkong zkoumal použití tradiční čínské medicíny k nahrazení západní medicíny.

### Historiografie čínské medicíny
Historici poukazují na dva klíčové aspekty historie čínské medicíny: porozumění rozdílům překladu termínu 身, a pozorování historie z pohledu kosmologie, spíše než z hlediska biologie.
V textech čínských klasiků je termín 身 nejbližším překladem českého slova „tělo“, jelikož někdy odkazuje na fyzické lidské tělo. Tento termín je ale třeba chápat jako „soubor funkcí“ zahrnující jak lidskou psychiku, tak emoce. Toto pojetí lidského těla je v rozporu s evropskou dualitou odděleného těla a mysli. Pro badatele je zásadní pochopit základní rozdíly mezi těmito dvěma pojetími těla, aby tak dokázali propojit lékařskou teorii klasiků s lidským organismem, který popisuje.:s.20
Čínští učenci stanovili vzájemnou souvislost vesmíru a lidského organismu. Lidské zdraví a nemoci byly v textech jako Chuang-ti nej-ťing vysvětleny pomocí základních prvků kosmologie, čchi, jin jang a učení o pěti prvcích. Jin a jang jsou proměnlivými činiteli v kosmologii a čchi je vitální energií nebo také životní silou. Teorie pěti prvků dynastie Han zahrnuje prvky dřevo, oheň, zem, kov a vodu. Porozuměním medicíny z kosmologického hlediska mohou historici lépe pochopit čínské lékařské a sociální klasifikace jako je třeba pohlaví, které je definováno tím, zdali jang převládá, nebo je potlačen.
Většina historie čínské medicíny psané po klasických kánonech je ve formě kazuistik, ve kterých lékaři zaznamenávali nemoci konkrétních osob, léčebné techniky, které byly použity a jejich účinnost. Historici zpozorovali, že čínští učenci psali tyto studie místo příruček nebo knih s lékařskými recepty. Podle jejich historického a environmentálního chápání nebyly žádné dvě nemoci totožné, takže léčebné metody lékařů byly pokaždé jedinečné podle konkrétní diagnózy pacienta. Lékařské případové studie existovaly po celou dobu čínské historie, ale „individuálně psané a publikované kazuistiky“ byly prominentním výtvorem dynastie Ming. Tyto případové studie psal například lékař Cheng Congzhou, jehož sbírka 93 studií byla vydána v roce 1644.

## Diagnostika pacienta se provádí v tradiční čínské medicíně několika různými postupy:
- Pozorování – hodnotí se vzhled, jiskra v očích, držení těla, kvalita hlasu a další přídatné „zvuky“ – dýchání, vzdychání, chrapot, atd.
- Dotazování – soubor 10 základních okruhů otázek, které jsou pak dále rozpracovány do jednotlivých podotázek[30], včetně takových, na které se běžně praktický lékař neptá – vztah k teplu či chladu, vztah k počasí, zhoršování se obtíží tou kterou emocí, denní dobou apod.
- Vyšetření jazyka – speciální a pro terapeuta důležitá součást vyšetření, neboť z jazyka lze údajně přímo „vyčíst“ diagnózu. Hodnotí se tvar a barva jazyka, velikost a barva povlaku atd. [30]
- Vyšetření pulzu – pohmat pulzu ve třech různých sekcích, jak na levém, tak na pravém zápěstí pacienta. Stanovuje se nejen počet pulzů, ale i jeho kvalita – rychlost, síla, atd.[30]

TCM rozeznává 27 různých druhů pulzu.

## Léčebné metody
Terapeuti TCM využívají pěti základních metod:
- Fytoterapie – bylinná léčba
- Akupunktura
- Dietetika – zásady správného stravování
- Tuina
- Čchi-kung – tradiční čínská cvičení[31]

### Fytoterapie
Základem fytoterapie jsou bylinné směsi. Každá bylina má v tradiční čínské medicíně své hierarchické postavení a funkci, a podle těchto se skládají do směsi určené k léčbě konkrétních příčin nemoci.
Využívají se pouze v Číně rostoucí byliny, doplněné o anorganické látky a živočišné produkty. Čínská medicína je svázaná staletými postupy. Nelze tedy říct například „když je pampeliška hořká, můžeme ji použít místo jiné hořké čínské byliny“. Čínská fytoterapie přesně popisuje, co každá část byliny dělá – kořen podle TČM účinkuje jinak než stonek, listy nebo květ. Čínská fytoterapie hovoří o tzv. geoautenticitě. Tedy že v bylinné směsi se používá léčivka, která pochází z oblasti, kde se historicky vyskytovala a kde se i dnes pěstuje.
Směsi mají různé formy:
- Odvar/čaj (tang): Klasická metoda, údajně nejúčinnější.
- Tablety/granule: Lisované byliny. Chuťově přijatelnější než odvary, ale méně účinné.
- Lisované pilulky (wan): Lisované směsi. Chuťově přijatelné, s nižší účinností oproti odvaru, určené pro doléčení či u méně problémových stavů.[31]

#### Vitální houby
Mezi důležité složky fytoterapie v tradiční čínské medicíně patří tzv. vitální (léčivé) houby. Tyto houby se po staletí využívají pro své domnělé tonizační, imunomodulační a adaptogenní vlastnosti. Tradičně se používají nejen k léčbě, ale také k prevenci nemocí a udržování rovnováhy v organismu.
Mezi nejznámější patří Reishi (Ganoderma lucidum), Cordyceps (Cordyceps sinensis) a Hericium erinaceus.[zdroj⁠?!]
- Reishi jsou přisuzovány harmonizující účinky na imunitní systém, posílení vitality a podporu spánku. V čínské medicíně je označována jako „houba nesmrtelnosti“.
- Cordyceps by měla podporovat plíce, ledviny a zvyšovat fyzickou výkonnost, zároveň pomáhat při vyčerpání a rekonvalescenci.
- Hericium je tradičně využíván k posílení funkce trávení, nervového systému a zlepšení paměti.

Vitální houby se v TČM podávají ve formě odvarů, extraktů, prášků nebo kapslí. Díky moderním technologiím zpracování, jako je dvojitá extrakce, se zvyšuje biologická dostupnost látek[zdroj⁠?!] považovaných za účinné.
Jejich využití je dnes předmětem vědeckého zájmu a stávají se běžnou součástí doplňkové léčby v rámci holistického přístupu k pacientovi.[zdroj⁠?!]

### Akupunktura
Pomocí akupunkturních jehel působí tato metoda na určité domnělé body akupunkturních drah, kterými „protéká“ čchi. Jejich volbou a stimulací chce léčitel napomáhat harmonizaci toku čchi, a tak má pomoci navrátit rovnováhu v organismu. K akupunktuře patří i další metody, jako je akupresura či masáže tuina, moxování nebo baňkování. Využívá se zejména pro zmírňování bolestivých stavů.
Na tuto terapii dochází pacient jednou až dvakrát týdně, při udržovacím tempu méně často. 

### Dietetika
Konzultace se neobejde bez posouzení jídelníčku. Dietetika se opírá o střídmost, různorodost, pravidelnost ve stravování, a zároveň potrava musí splňovat zásady „termodynamických“ vlastností stravy, které musí korelovat se stavem pacienta a povahou jeho onemocnění.
TCM rozlišuje 6 základních typů fyzické konstituce – horký, chladný, suchý, vlhký, nedostatečný a nadměrný. Pro každý z těchto typů jsou charakteristické určité potraviny.

### Tuina
Tuina také využívá systém akupunkturních drah a bodů, kdy pomocí jednotlivých masážních technik, dlaní, prsty či lokty stimuluje tyto body za účelem obnovení toku čchi. Kde je stagnace čchi, tam má být bolest.
Využívá se hlavně pro potřeby celkového ovlivnění pohybového aparátu – svalů, šlach, kloubů. Velmi často se kombinuje s předešlými metodami. Masáže se provádí jednou či dvakrát týdně. Provádí se přes textilii vleže či vsedě na speciálním masážním křesle.

### Čchi-kung
Tradiční čínská cvičení, která pěstují čchi. Kromě rozvoje fyzického těla se čchi-kung zabývá také rozvojem mysli. Nauky o rozvoji mysli obsahují teorie o morálních hodnotách, ctnosti a charakteru.

## Tradiční disciplíny
Ze základu tradiční čínské medicíny vycházejí jednotlivé specializované disciplíny (čínské názvy jsou ve standardní české transkripci):
- učení o jin-jangu
- učení o pěti prvcích
- učení o vnitřních orgánech (cang-siang süe-šuo)
- učení o čchi, krvi a tělních tekutinách (čchi-süe ťin-jie süe-šuo)
- učení o síti drah (ťing-luo süe-šuo)
- učení o příčinách vzniku onemocnění (ping-jin süe-šuo)
- učení o mechanismu nemocí (ping-ťi süe-šuo)
- metody vyšetřování (čen-fa)
- rozlišovací diagnostika (pien-čeng)
- prevence a zásady léčby (jü-fang č'-ce)

## Kritika
Tradiční čínská medicína se svojí poptávkou po částech zvířecích těl a léčivých rostlinách významně podílí na vybíjení ohrožených druhů.
Léčebné přípravky tradiční čínské medicíny prodávané v Austrálii často obsahují nedeklarované složky, léky moderní vědecké medicíny, a toxické látky přesahující povolené limity.
Pro tvrzení u účincích tradiční čínské medicíny chybějí důkazy. Jeden ze základů tradiční čínské medicíny, tedy koncept těla a nemoci, či princip jin a jang, je podobný evropskému předvědeckému pojetí čtyř tělních šťáv a je zcela nevědecký a někteří léčitelé jej opouštějí. Vědecký výzkum nenalezl žádné histologické ani fyziologické důkazy, které by podporovaly existenci konceptů jako qi, meridiány či akupunkturní body. Akupunktura se rovněž v kontrolovaných experimentech neukázala být účinnější než placebo. Prestižní přírodovědný časopis Nature označil tradiční čínskou medicínu jako „plnou pseudovědy“ bez jakýchkoliv racionálních základů pro většinu jí používaných terapií.
K praktikám čínské medicíny patří dlouhodobě také konzumace rozdrcených fosilních kostí dávno vyhynulých obratlovců (zejména pleistocenní fauny, potenciálně ale také druhohorních dinosaurů). Také běžná konzumace psího masa v Číně souvisí s tradiční čínskou medicínou, která tvrdí, že má léčivé účinky.
Suroviny na výrobu tradičních čínských léků pocházejí i z živočichů čelících bezprostřední hrozbě vyhynutí. Vzhledem k tomu, že toto odvětví je stále na vzestupu, se nabízí otázka, jaký má rozmach čínské medicíny dopad na ohrožené živočišné druhy.
Nedávnou smrt posledního nosorožce bílého lze číst i jako hrůznou zprávu o dopadech tradiční čínské medicíny. Nosorožci doplácejí na svůj roh, v ohrožení jsou ale i tygři, želvy, medvědi, luskouni a mnoho dalších druhů. Tmářské léčitelství vede k jejich vybíjení.
O tom, proč tento druh už prakticky vyhynul, není sporu. Může za to naprosto nesmyslná honba za údajnými léčivými vlastnostmi rohu nosorožců. Zaznělo to ostatně i při pohřbu Súdána, při kterém vlála také česká vlajka. Samec totiž prožil většinu života v královédvorské ZOO, odkud se v roce 2009 přestěhoval do Keni. Na přirozené početí dalších potomků byl ale nejspíš příliš starý. Zemřel ve svých pětačtyřiceti letech.
Súdán měl více štěstí než jiní jeho druhu. Zemřel stářím. Ostatní umírají zpravidla rukama pytláků, kteří jim vzápětí motorovou pilou uříznou roh. Tato rohovina je na černém trhu dvakrát dražší než zlato. Složením je přitom skoro stejná jako lidské nehty nebo vlasy.
Přestože většina lidí o luskounech nikdy neslyšela, je obchodování s nimi velmi výnosným obchodem. Za jednoho luskouna se může pohybovat až kolem 140 000 korun – během poslední dekády jich bylo pašováno prokazatelně víc než milion.
Pašeráci zpočátku lovili všechny čtyři asijské druhy, ale jejich počet začal extrémně klesat. Pozornost lovců se pak obrátila do Afriky, kde doposud žilo luskounů víc. Nikdo dnes netuší, kolik luskounů vlastně ještě žije – jde o zvířata velmi opatrná žijící v ústraní a značně nenápadně.
Z rohů všech druhů nosorožců se vyrábí prášek, který má léčit vše od nachlazení po rakovinu. V Číně a Vietnamu je po něm poptávka také kvůli tomu, že má pomáhat proti impotenci: nosorožec se vydrží pářit několik desítek minut, tato síla se pak má údajně přenášet i na člověka, který roh zkonzumuje.
Nosorožec byl vždy velmi obtížně ulovitelným zvířetem. V řadě asijských zemí se tedy hledaly náhrady za jeho roh. A našly se v buvolech – dnes se jedná o jakéhosi „nosorožce chudých“: jejich rohy jsou pro místní obyvatelstvo podobně víceúčelovým lékem jako nosorožčí rohovina. S tím, jak začalo ubývat nosorožců, začalo přibývat ulovených buvolů. Zmizel tak už z velkých částí Laosu, Bangladéše, Indonésie a Srí Lanky.

## Čínská medicína v Česku
Ministr zdravotnictví Miloslav Ludvík podporoval zařazení terapeuta čínské medicíny do soupisu zdravotnických povolání, v roce 2018 vznikl návrh terapeuta čínské medicíny z tohoto soupisu vyřadit. Autorům novely Aleně Dernerové a Vladimíru Plačkovi vadilo například to, že čínští léčitelé by proti jiným léčitelům mohli získat v oboru titul bakalář nebo magistr a jejich služby by mohly hradit zdravotní pojišťovny.